# Besa (film)
 (janvier 2019).
Si vous disposez d'ouvrages ou d'articles de référence ou si vous connaissez des sites web de qualité traitant du thème abordé ici, merci de compléter l'article en donnant les références utiles à sa vérifiabilité et en les liant à la section « Notes et références ».
Pour les articles homonymes, voir Besa.
Pour plus de détails, voir Fiche technique et Distribution.
Besa (en serbe : Беса) est un film serbe dirigé par Srđan Karanović, sorti en 2009.

## Fiche technique
- Titre : Besa
- Titre original : Беса
- Réalisation : Srđan Karanović
- Scénario : Srđan Karanović
- Musique : Zoran Simjanović
- Photographie : Slobodan Trninic
- Montage : Branka Ceperac et Mateja Rackov
- Production : Srdan Golubović, Danijel Hocevar, Cédomir Kolar, Jelena Mitrovic et Dénes Szekeres
- Société de production : Film House Bas Celik, Vertigo, Asap Films, Tivoli Film Produkcio, Vision Team et Arkadena Zagreb
- Pays :  Serbie,  Slovénie,  France,  Hongrie et  Croatie
- Genre : drame, romance et historique
- Durée : 106 minutes
- Dates de sortie : 
  -  Slovénie : 2 octobre 2009 (Festival of Slovenian Film)

## Distribution
- Miki Manojlović : Azem
- Iva Krajnc : Lea
- Rasha Bukvic : Porucnik Jevrem
- Nebojsa Dugalic : Filip
- Ana Kostovska : Uciteljica
- Jovo Maksic : Mane
- Radivoj Knezevic : Posilni
- Nikola Krneta : Vojnik
- Slobodan Filipovic : Zandarm
- Péter Ferenc : Kemal